# John Inglis Gilmour
Pour les articles homonymes, voir Gilmour.
John Inglis Gilmour (parfois mal orthographié John Ingles Gilmour, né le 28 juin 1896 en Écosse et mort le 24 février 1928 à Londres) est un pilote de chasse britannique.

## Biographie
Membre du Royal Flying Corps (RFC), puis de la Royal Air Force (RAF), avec 39 victoires, il est l'un des as de l'aviation durant la Première Guerre mondiale, et le plus notable né en Écosse. Il est « as en un jour » avec 5 victoires la même journée.
Il a commencé sa carrière chez les The Argyll and Sutherland Highlanders (Princess Louise's).